# きらきら武士 feat.Deyonna
「きらきら武士 feat. Deyonná」（きらきらぶし フィーチャリング デヨンナ）は、レキシの楽曲である。

## 概要
2011年3月16日に発売されたレキシの2作目のアルバム『レキツ』収録の楽曲で、レキシネーム・Deyonnáこと椎名林檎がフィーチャリングで参加している。児玉裕一によるミュージック・ビデオも制作され、レキシとモデルの仲川希良が出演している。2016年にレキシ本人も出演するダイハツ工業「トール」のテレビCMソングに起用され、11月9日から放送された。
レキシのライブでは単独で歌唱されることが多いが、椎名林檎のツアーでは椎名が所属する東京事変のバンドメンバーである浮雲こと長岡亮介とデュエットで歌唱された。レキシと椎名のライブに本人同士がそれぞれゲストで参加したこともある。レキシがパスピエのイベントやPerfume主催の「Perfume FES ‼ 2017」に出演した際は、パスピエのボーカルである大胡田なつきやPerfumeとコラボレーションで披露した。

## 楽曲クレジット
| #  | タイトル                      | 作詞・作曲 | 編曲     | 時間 |
| -- | ----------------------------- | ---------- | -------- | ---- |
| 1. | 「きらきら武士 feat.Deyonná」 | 池田貴史   | 池田貴史 | 4:06 |

## 演奏
- ヴォーカル：レキシ、Deyonná
- ギター：シャカッチ
- ベース：ヒロ出島
- ドラム：蹴鞠Chang
- ピアノ、キーボード：レキシ

## 収録作品
- レキシ『レキツ』（2011年）
- 椎名林檎『浮き名』（2013年）